# Акатов, Борис Николаевич
Бори́с Никола́евич Ака́тов (1899—1938) — полковник Рабоче-крестьянской Красной Армии, кавалер двух орденов Красного Знамени до учреждения ордена Ленина.

## Биография
Борис Акатов родился в 1899 году в Орле. О дореволюционной жизни сведений не имеется.
Участник Гражданской войны в России. Служил на различных командных должностях, был помощником начальника штаба бригады по оперативной части, начальником штаба, командиром 4-й кавалерийской бригады. Затем служил в 36-м кавалерийском полку, был помощником командира, командиром. Неоднократно отличался в боях. За боевые заслуги Борис Акатов был награждён двумя орденами Красного Знамени РСФСР (Приказ Революционного военного совета Республики № 160 в 1923 году; Приказ революционного военного совета Республики № 135 в 1924 году).
После окончания войны Акатов продолжил службу в Рабоче-крестьянской Красной Армии. Служил в различных кавалерийских частях и соединениях, в основном занимал должности помощника командира и командира различных кавалерийских полков, в том числе был командиром 36-го кавалерийского полка, помощником командира 31-го кавалерийского полка, затем вернулся к командованию 36-м кавалерийским полком, позднее командовал 35-м кавалерийским полком, 32-м кавалерийским полком, 33-м кавалерийским полком, 26-м кавалерийским полком. Окончил кавалерийские курсы усовершенствования командного состава, затем Военную академию РККА (ныне — Военная академия имени М. В. Фрунзе). С мая 1934 года полковник Борис Николаевич Акатов занимал должность помощника командира 12-й Кубанской кавалерийской дивизии Северо-Кавказского военного округа, проживал в городе Армавире Краснодарского края. Член ВКП(б) с 1931 года.
10 августа 1937 года Борис Акатов был арестован органами НКВД СССР по обвинению в измене Родине. 5 июня 1938 года Военная коллегия Верховного Суда СССР признала виновным в инкриминируемых преступлениях и приговорила бывшего полковника Бориса Николаевича Акатова к высшей мере наказания — смертной казни. Приговор был приведён в исполнение в тот же день.
Решением Военной коллегии Верховного Суда СССР от 28 июня 1957 года Борис Николаевич Акатов был посмертно реабилитирован.

## Награды
- Два ордена Красного Знамени (16.10.1923, 24.05.1924)[2]